# Simatoc Miklós
Simatoc Miklós, Szegedi, Nicolae (Grimăncăuți, Briceni, 1920. május 1. – Sydney, december  11. 1979.) válogatott labdarúgó, fedezet, edző.

## Pályafutása

### Klubcsapatban
1934-ben a temesvári Ripensia csapatában kezdte a labdarúgást. Az 1938–39-es idényben mutatkozott be az élvonalban és második lett a csapattal a román bajnokságban. 1941-ben a bukaresti Carmen csapatának játékosa lett, de a katonaság elől szökve 1942 októberében már a Nagyváradi AC játékosai között található, ahol két idényen át szerepelt és egy bajnoki ezüstérem után, magyar bajnok lett a csapattal 1944-ben. 1944 őszén a Nemzeti Vasasban játszott.
1945-ben visszatért Bukarestbe a Carmen csapatához. Az 1946–47-es idényben az ITA Arad mögött, 11 pontos hátránnyal másodikak lettek a bajnokságban. 1947-ben miután a csapatot feloszlatták Simatoc Olaszországba szerződött. Két idényt az Internazionale együttesében játszott, ahol az 1948–49-es bajnoki második helyezést elért csapat tagja volt. Az 1949–50-es idényben a másodosztályú Brescia csapatában szerepelt. 1950-ben Spanyolországba szerződött az FC Barcelonához. Két idény alatt 34 bajnoki mérkőzésen szerepelt és 2 gólt szerzett. Tagja volt az 1951–52-es bajnokcsapatnak. Az 1952–53-as idényben a Real Oviedo csapatában szerepelt.

### A válogatottban
1940 és 1946 között 8 alkalommal szerepelt a román válogatottban.

### Edzőként
1958-ban Ausztráliában telepedett le családjával. Itt a magyarok által alapított Ferencvárosi SE csapatát edzett, amely több névváltoztatás után St. George Budapest néven szerepelt.

## Sikerei, díjai
- Román bajnokság
  - 2.: 1938–39, 1946–47
  - 3.: 1940–41
- Magyar bajnokság
  - bajnok: 1943–44
  - 2.: 1942–43
- Olasz bajnokság
  - 2.: 1948–49
- Spanyol bajnokság
  - bajnok: 1951–52

## Mérkőzései a román válogatottban
| #  | Dátum                | Ellenfél     | Eredmény | Kiírás              | Esemény |
| -- | -------------------- | ------------ | -------- | ------------------- | ------- |
| 1. | 1940. szeptember 22. | Jugoszlávia  | 2 – 1    | Duna-kupa           |         |
| 2. | 1941. június 1.      | Németország  | 1 – 4    | barátságos mérkőzés |         |
| 3. | 1942. augusztus 16.  | Németország  | 0 – 7    | barátságos mérkőzés |         |
| 4. | 1942. augusztus 23.  | Szlovákia    | 0 – 1    | barátságos mérkőzés |         |
| 5. | 1945. szeptember 30. | Magyarország | 2 – 7    | barátságos mérkőzés |         |
| 6. | 1946. október 8.     | Bulgária     | 2 – 2    | Balkán-kupa         |         |
| 7. | 1946. október 11.    | Jugoszlávia  | 2 – 1    | Balkán-kupa         |         |
| 8. | 1946. október 13.    | Albánia      | 0 – 1    | Balkán-kupa         |         |